# 詹承怘
詹承怘（17世紀—17世紀），字確庵，四川敘州府高州筠連縣人，明朝、南明政治人物。

## 生平
詹承怘是崇禎十五年（1642年）舉人，次年（1643年）聯捷進士，十七年（1644年）獲授嘉善知縣，當時流寇橫行，江浙聞之震驚，他招募鄉勇協助守城，起兵失敗後前往紹興魯王朝廷，改任慈谿知縣，不久因病歸隱吳江，縣丞林宗腴、教諭戴載中投降清朝。

## 引用
1. 1 2  錢海岳《南明史·卷八十三·列傳第五十九》：時浙江外吏之可考者：……詹承怘，字確庵，筠連人。崇禎十六年進士。嘉善知縣。起兵敗，謁紹興，調慈谿。歸隱吳江。縣丞林宗腴、教諭戴載中降清。
2. ↑  同治《筠連縣志·卷九·選舉志》：進士 明……崇禎癸未科 詹承怘 浙江知縣 舉人……崇禎壬午科 詹承怘 任浙江嘉善縣知縣
3. ↑  光緒《嘉善縣志·卷十五·官師志下》：詹承怘，字確庵，四川筠連人，崇禎癸未進士。甲申宰嘉善，時流寇橫中原，江浙風鶴震驚，羽書如織，承怘召募鄉勇為守城計，夙夜倉皇，焦勞成疾，隱吳江卒。 按前志無傳，從以死勤事之例補之